# Výsluní
Výsluní (deutsch Sonnenberg, tschechisch früher Suniperk) ist eine Stadt im Okres Chomutov im Ústecký kraj in Tschechien.

## Geographie

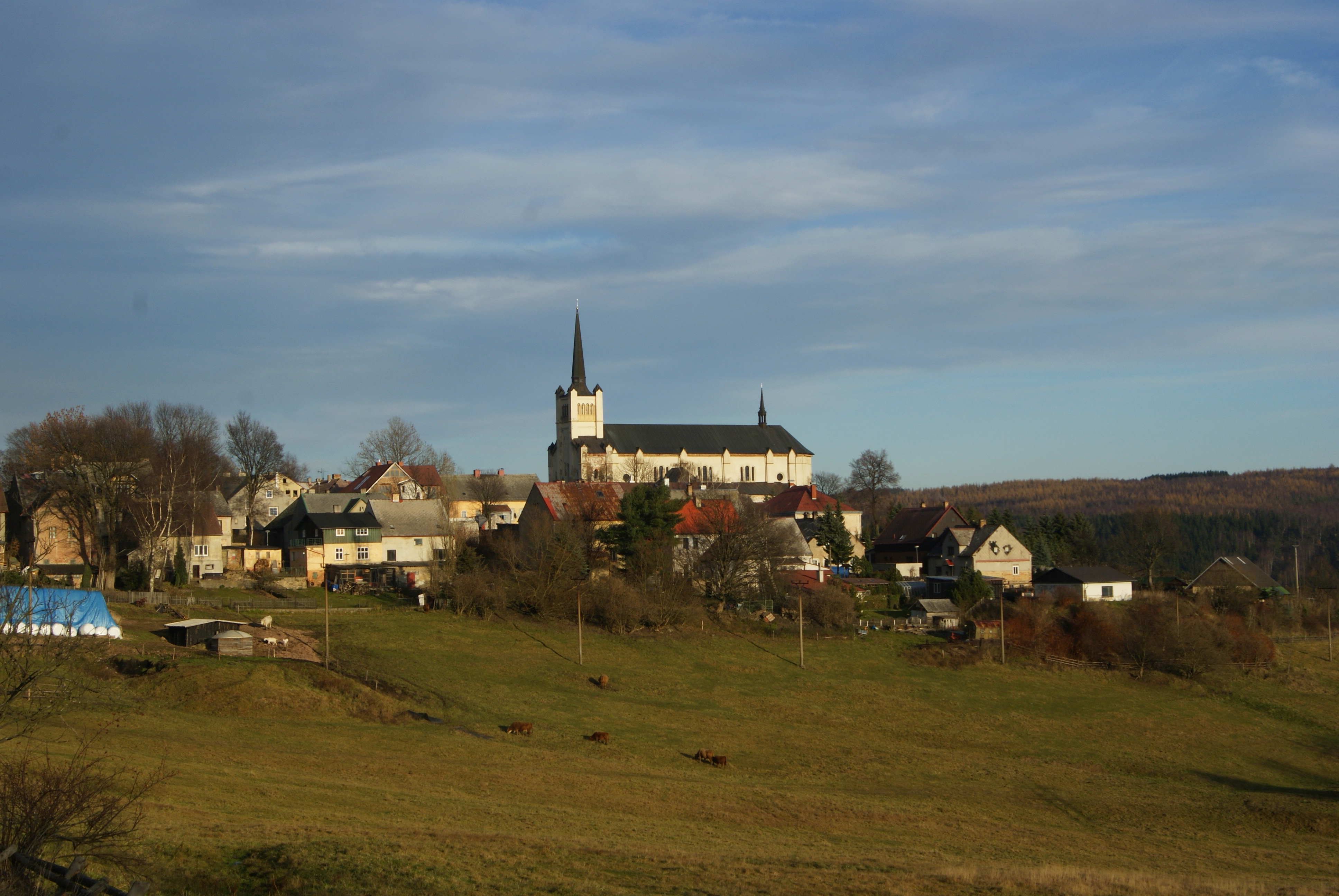
Stadtpanorama aus westlicher Richtung (Aufnahme 2010)

### Lage
Die Stadt liegt in Nordböhmen, neun Kilometer südlich des Grenzüberganges Reitzenhain auf dem Kamm des Erzgebirges. Die Stadt ist bekannt durch die volkstümlich als Dom des Erzgebirges bezeichnete größte Kirche des oberen Erzgebirges, die den Ort dominiert und am Südhang des Gebirges weit in das Nordböhmische Becken sichtbar ist.
Durch die Stadt fließt in Richtung Osten das Brandbächel, das sich anschließend nach Kadaň (Kaaden) wendet, um dort in die Eger zu fallen.

### Stadtgliederung
Die Stadt besteht aus den Ortsteilen Kýšovice (Gaischwitz), Sobětice (Zobietitz), Třebíška (Triebischl), Úbočí (Zieberle), Volyně (Wohlau) und Výsluní (Sonnenberg). Grundsiedlungseinheiten sind Sobětice, Třebíška, Úbočí, Volyně und Výsluní. Zu Výsluní gehört außerdem die Ansiedlung Nové Domky (Neuhäuser).
Das Gemeindegebiet gliedert sich in die Katastralbezirke Sobětice u Výsluní, Třebíška, Úbočí u Výsluní, Volyně u Výsluní und Výsluní

### Nachbarorte
|                                    | Marienberg                                                 | Hora Svatého Šebestiána (Sankt Sebastiansberg) |
| Kryštofovy Hamry (Christophhammer) | Kompassrose, die auf Nachbargemeinden zeigt                | Křimov (Krima)                                 |
| Domašín (Tomitschan)               | Klášterec nad Ohří (Klösterle an der Eger), Kadaň (Kaaden) | Místo (Platz), Málkov (Malkau)                 |

## Geschichte

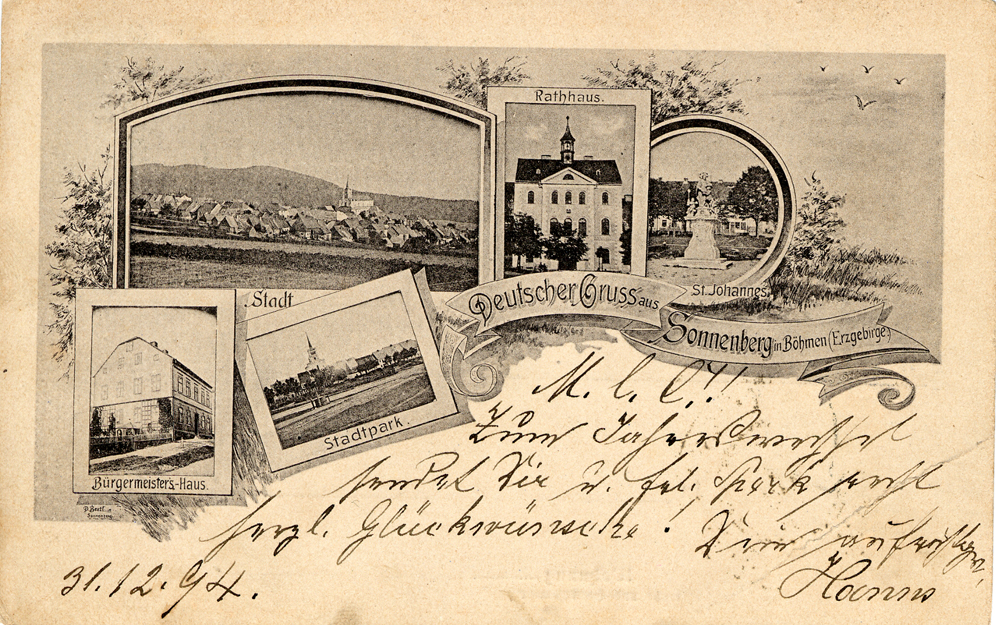
Historische Ansichtskarte, um 1890

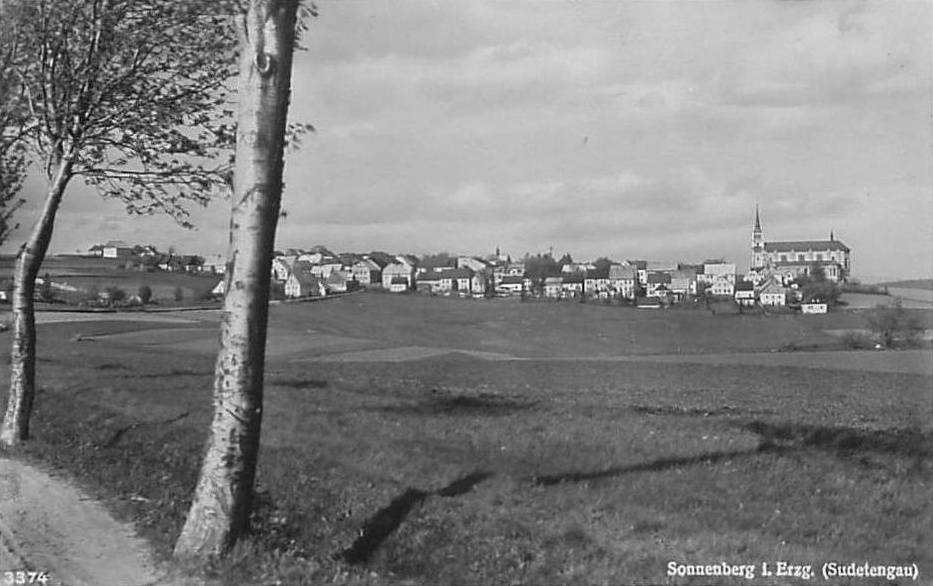
und 1940

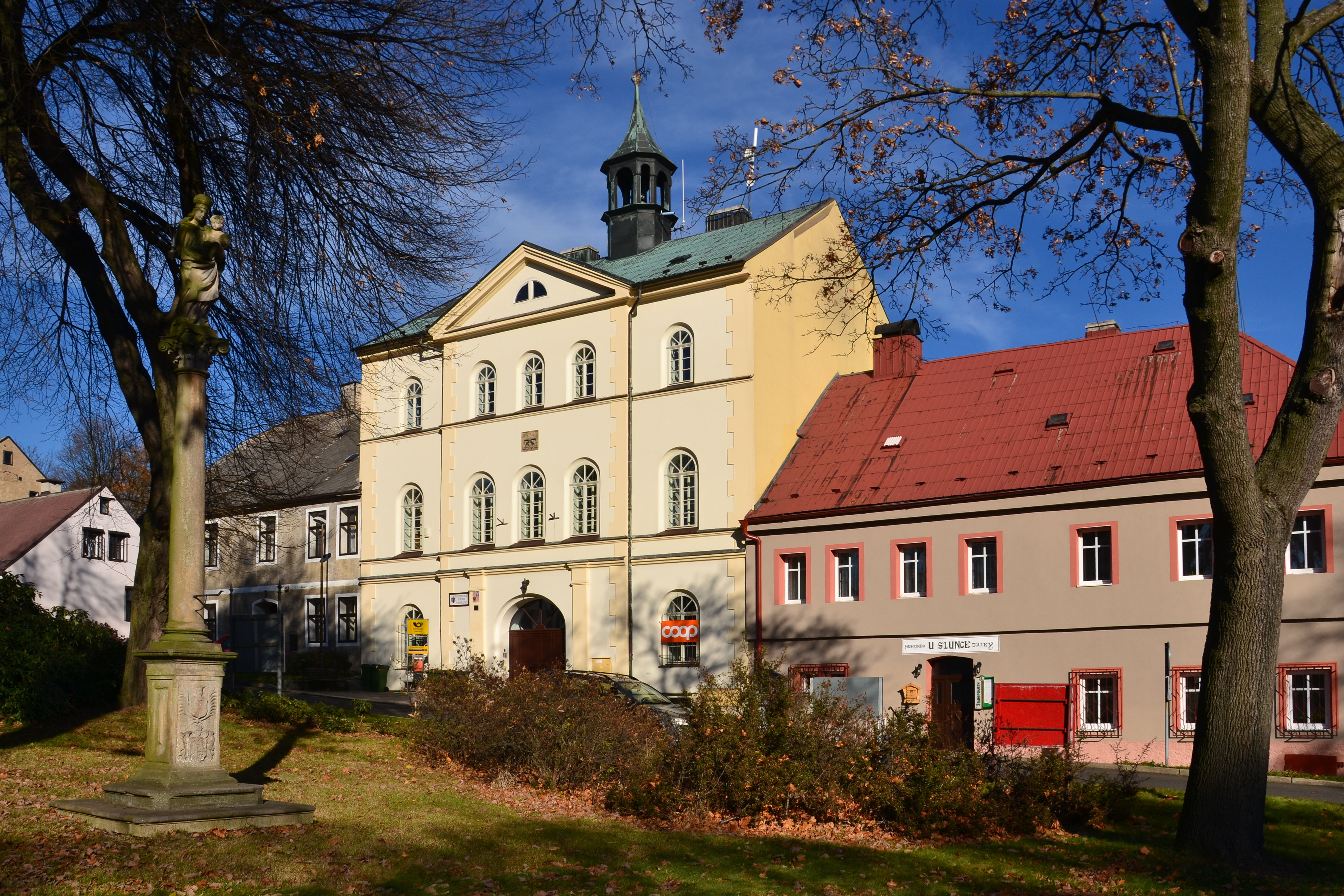
Rathaus

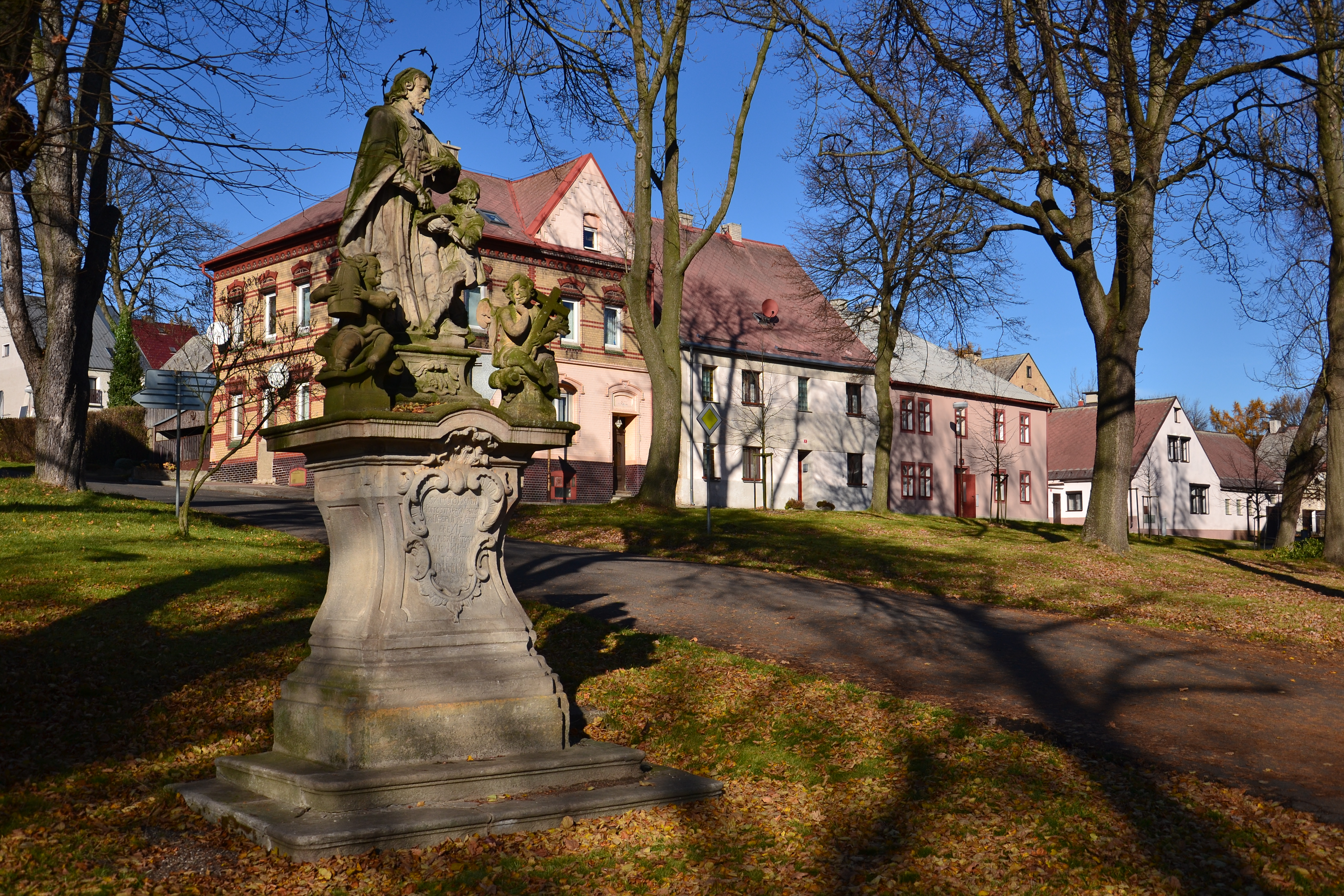
Häuser im Stadtzentrum

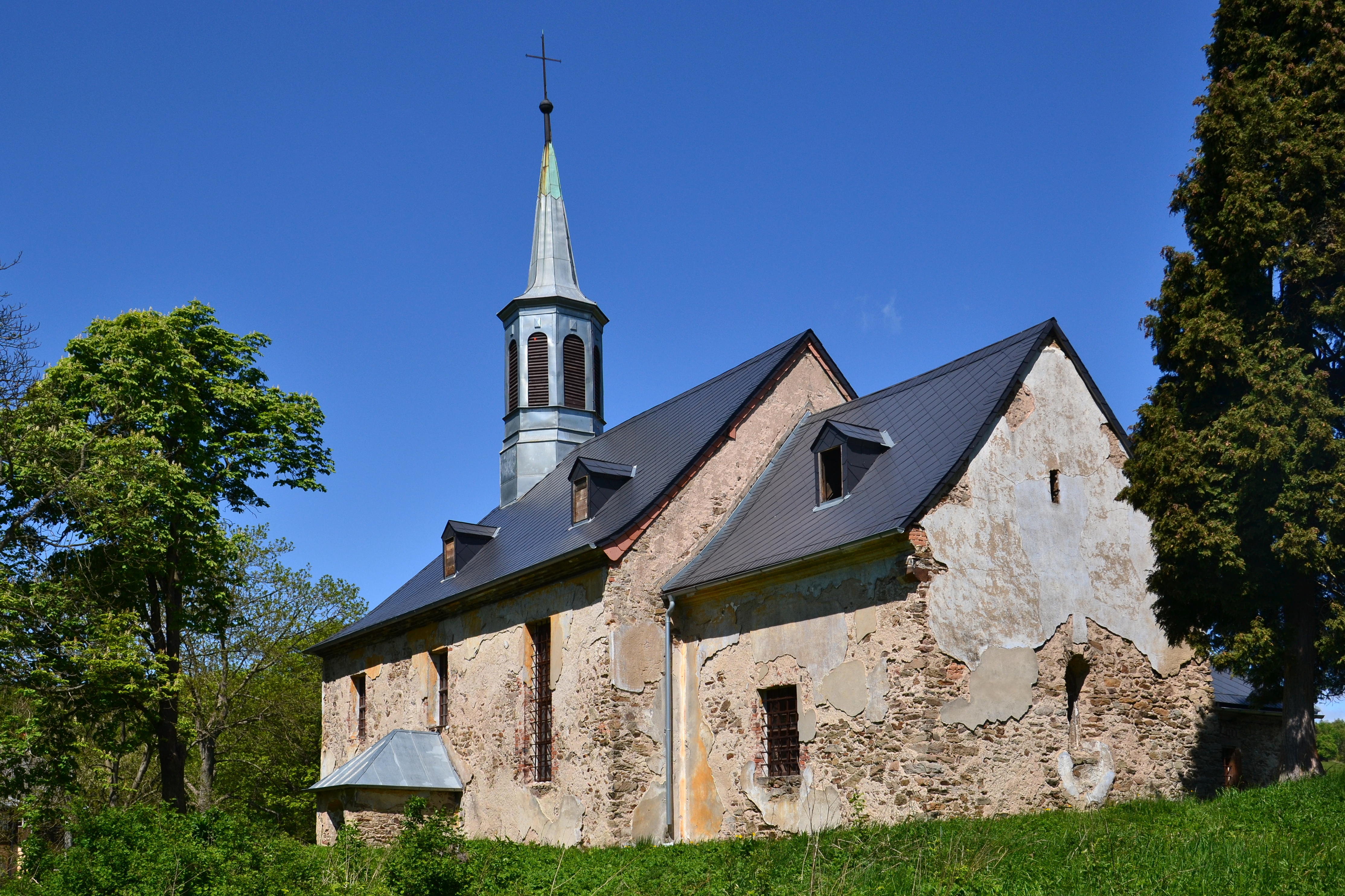
Kirche St. Peter und Paul

Sonnenberg entstand am Beginn des 16. Jahrhunderts als Bergbausiedlung, nach dem Bergleute im Zuge der Erkundung des oberen Erzgebirges dort Eisenerzvorkommen entdeckt hatten. Der erste schriftliche Nachweis über den Ort stammt von 1547. 1565 erhielt Sonnenberg das Stadtrecht. 1584 erteilte Waldemar von Lobkowitz der Stadt Berg-Privilegien, die Kaiser Rudolf II. 1597 durch seine allgemeine Bergfreiheit bestätigte. Auch von Kaiser Matthias erhielt Sonnenberg eine solche Bestätigung, nebst der Zusage für zehn Jahre Waldzins, freies Holz und einige Weideplätze.
Während des Dreißigjährigen Krieges brannten die Schweden die Stadt am 27. März 1640 vollständig nieder, nur drei Chaluppen überstanden die Feuersbrunst.
Die Erzförderung auf der Hochfläche oberhalb des Tals des Brunnersdorfer Baches war im 19. Jahrhundert soweit gesunken, dass 1862 das letzte Bergwerk stillgelegt wurde. Die Bewohner lebten vom Handwerk, neben einer Metallschlägerei und Sägemühlen stellte vor allem die Korbmacherei das Hauptgewerbe in der Stadt dar. Ab der Mitte des 19. Jahrhunderts bildete Sonnenberg eine Gemeinde im Gerichtsbezirk Sebastiansberg bzw. Bezirk Komotau.
1872 erhielt Sonnenberg an der Bahnstrecke Komotau–Weipert Bahnanschluss. Wegen der schwierigen Streckenführung im Gebirge wurde die Bahntrasse südlich des Neudorfer (Novoveský vrch) und des Muckenbergs (Komáří vrch) angelegt, so dass der Bahnhof über zwei Kilometer nordwestlich der Stadt liegt.
Seit Beginn des 20. Jahrhunderts setzte eine verstärkte Abwanderung aus der abgelegenen Stadt ein. Im Jahre 1917 erfolgte ein erneuter Versuch zur Wiederbelebung des Sonnenberger Bergbaus, jedoch war das Bergwerk nicht ertragreich. Nach dem Ersten Weltkrieg wurde Sonnenberg der neu geschaffenen Tschechoslowakei zugeschlagen.
Aufgrund des Münchner Abkommens gehörte Sonnenberg von 1938 bis 1945 zum Landkreis Komotau, Regierungsbezirk Aussig, im Reichsgau Sudetenland des Deutschen Reichs. 1939 zählte die Stadt 1.255 Einwohner. Die Vertreibung der fast ausschließlich deutschen Bevölkerung nach dem Zweiten Weltkrieg führte zu einer Verödung der Stadt, die zunächst den Namen Suniperk trug. Sie verlor das Stadtrecht. Seit dem 23. Januar 2007 ist Výsluní wieder eine Stadt.

### Demographie
Bis 1945 war Sonnenberg überwiegend von Deutschböhmen besiedelt, die vertrieben wurden.
| Jahr | Einwohner | Anmerkungen                        |
| ---- | --------- | ---------------------------------- |
| 1830 | 1275      | in 193 Häusern                     |
| 1845 | 1643      | deutsche Einwohner, in 193 Häusern |
| 1869 | 1.758     |                                    |
| 1880 | 1.814     |                                    |
| 1890 | 1.828     |                                    |
| 1900 | 1.896     |                                    |
| 1910 | 1.985     |                                    |
| 1921 | 1.586     |                                    |
| 1930 | 1337      | [ 8 ]                              |
| 1939 | 1255      | [ 8 ]                              |

| Jahr      | 1950 | 1961 1 | 1970 1 | 1980 1 | 1991 1 | 2001 1 | 2011 1 |
| Einwohner | 275  | 444    | 322    | 240    | 188    | 207    | 325    |

## St.-Wenzels-Kirche

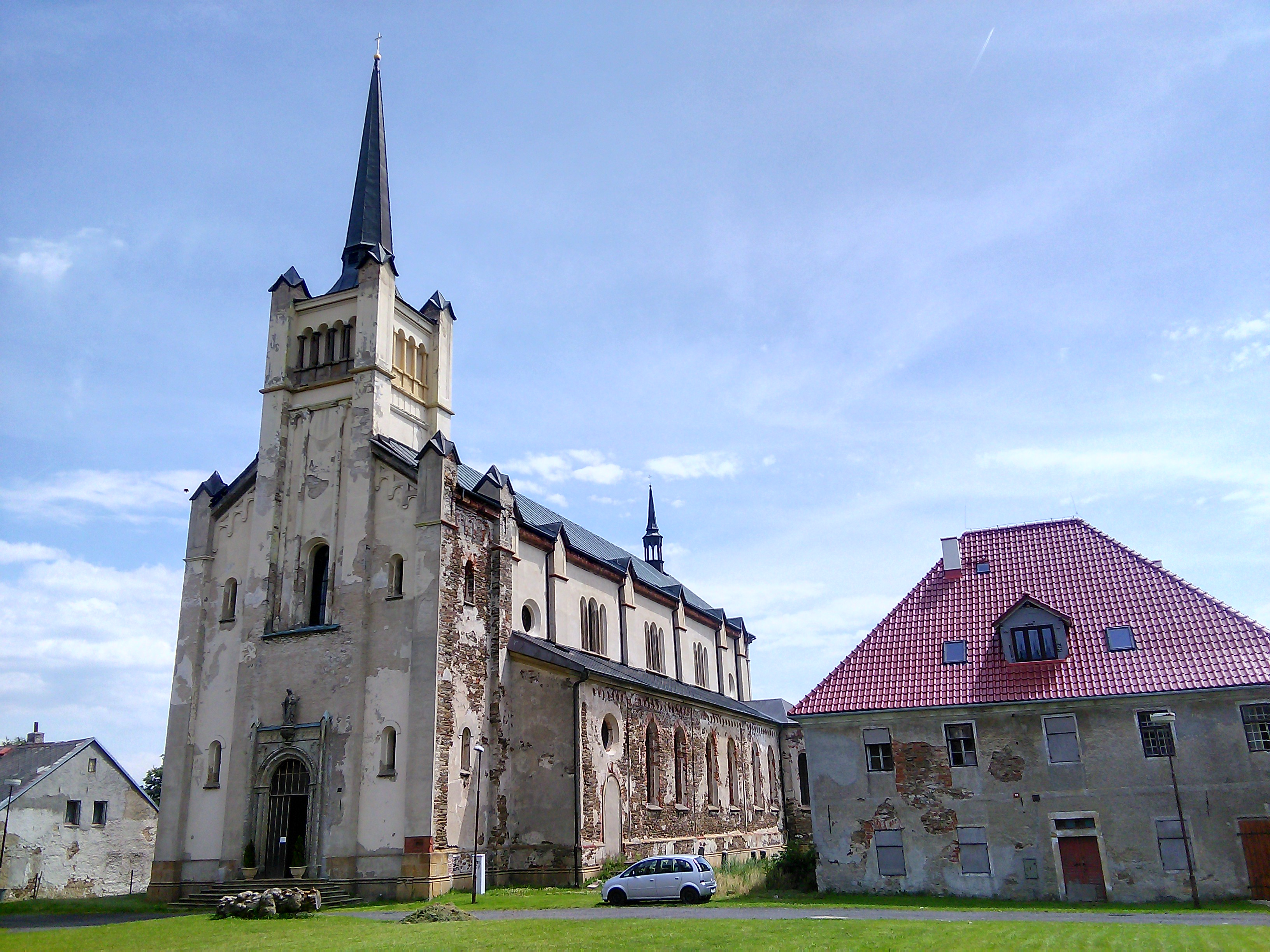
St.-Wenzels-Kirche (2015)

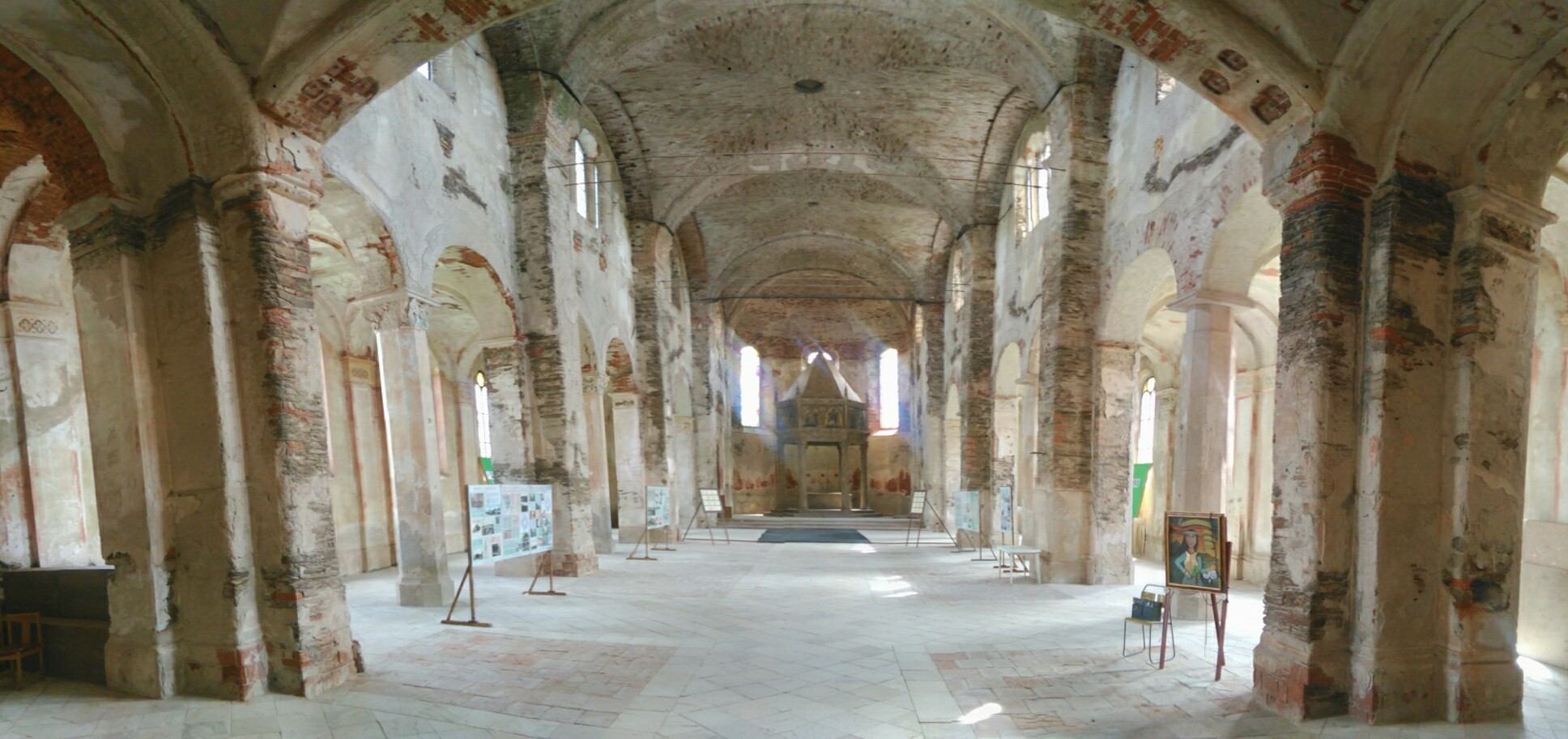
Blick ins Kirchenschiff und Chor (2015)

Die heutige St.-Wenzels-Kirche ist der dritte Kirchenbau des Städtchens.
Nachdem die erste Kirche 1640 niedergebrannt war, entstand 1658–1658 ein neuer, aus Stein und Lehm errichteter Bau.
Bis zur Einrichtung einer eigenen Pfarrei im Jahre 1726 war Sonnenberg zu Sankt Sebastiansberg gepfarrt.
1843 brannte die zweite Kirche durch einen Blitzschlag wiederum ab.
Darauf erfolgte zwischen 1851 und 1857 ein Neubau im neoromanischen Stil. Der neue, dem heiligen Wenzel gewidmete Kirchenbau von 35 m Länge und 20 m Breite mit einem quadratischen Presbyterium von 10 m Seitenlänge wurde mit fünf Altären ausgestattet. Wegen der Größe des Bauwerks, deren Wirkung aus der Ferne noch durch seine Lage auf dem Gebirgskamm unmittelbar am Rande des steilen Südhanges ins Nordböhmische Becken noch verstärkt wurde, sprach der Volksmund davon, dass in Sonnenberg ein Dom für das ganze Erzgebirge gebaut würde. Diese Bezeichnung wurde bald landläufig gebräuchlich.
Die letzte Hochzeit und Taufe im „Dom des Erzgebirges“ fand 1959 statt. Danach wurde die Kirche geschlossen und bald zum Wirkungsort von Kunstschändern und Vandalen. Teile der Ausstattung wurden nach Přísečnice verbracht, was in der Kirche verblieb, wurde zerstört. Die Orgel wurde ins Kirchenschiff gestürzt. 1981 wurde im Kirchturm ein Feuer gelegt, das den gesamten Turm und das Kirchendach vernichtete. Es war nur noch eine Frage der Zeit, wann die Ruine infolge weiterer mutwilliger Zerstörungen zum Abriss kommen würde, da die kommunistischen Machthaber kein Interesse am Erhalt von Kirchenbauten hatten.
Nach der Änderung der politischen Verhältnisse wurde im Jahre 1997 ein Fonds zur Erhaltung der St.-Wenzels-Kirche in Výsluní gegründet und Spendengelder gesammelt. 1998 ist die Kirche zum Kulturdenkmal der Tschechischen Republik erklärt worden. Der erste Teilabschnitt der Erhaltungsmaßnahmen wurde 1999 durchgeführt, er umfasste Arbeiten zur Wiederherstellung der Statik der Gewölbe des Hauptschiffes. Der zweite Abschnitt der Sanierungsarbeiten ist die Rekonstruktion des Dachstuhles und des Turmes, die im Jahre 2000 begann. Hauptsponsor war dabei der Staatsforstbetrieb der Tschechischen Republik in Hradec Králové, der etwa 250 m³ Rundholz zur Verfügung stellte. Der Turm wurde mit Kupferblech eingedeckt. Die Kirche soll künftig eine ständige Ausstellung über die Flößerei, die einzige dieser Art in Tschechien, aufnehmen. Der 3. Bauabschnitt ist 2002 mit der Erneuerung des Dachstuhls und der Dächer des Hauptschiffes einschließlich der Seitenschiffe begonnen worden. Die Sanierung der Fassade einschließlich der Restaurierung der Sandsteinskulpturen des Portals erfolgte 2003, und der Fußboden wurde wiederhergestellt.
2004 sind die Arbeiten am Dach des Hauptschiffes fortgeführt worden.

## Weitere Sehenswürdigkeiten
Auf dem Marktplatz befinden sich rechtsseitig der Straße nach Vejprty (Weipert) drei Barockplastiken, die die Mutter Gottes, den heiligen Johannes Nepomuk und Anna selbdritt darstellen. Linksseitig befindet sich ein Gedenkstein aus dem Jahre 1897. Bedeutendstes Bauwerk am Markt ist das Rathaus von 1846.

## Ehrenbürger
- Anton Tausche (1838–1898), Lehrer, Mitglied des Reichsrats und des Böhmischen Landtags